# 리카르도 드리고
리카르도 에우게니오 드리고(이탈리아어: Riccardo Eugenio Drigo, 러시아어: Риккардо Эудженьо Дриго 리카르도 에우제노 드리고[*], 1846년 6월 30일 ~ 1930년 10월 1일)는 이탈리아의 발레 음악 작곡가이자 지휘자, 피아니스트이다.

## 생애
리카르도 드리고는 1846년 6월 30일에 이탈리아 파도바에서 태어났다. 그의 아버지 실비오 드리고는 법정 변호사였다. 드리고의 가족 중 음악에서 뛰어난 사람은 없었지만, 그는 5세때 친구인 안토니오 요이흐로부터 첫번째 피아노 지도를 받기 시작했다. 드리고는 10대 초반에 피아니스트로서 지역 유명인사를 얻었다. 그의 아버지는 마침내 드리고가 유명한 베니스 음악원에 다니는 것을 허락하기로 했고, 그곳에서 가에타노 도니제티의 제자인 안토니오 부졸라 밑에서 배웠다. 드리고는 주로 로망스와 왈츠로 구성된 10대 초반에 처음으로 작곡을 했다. 1862년에 그는 파도바의 지역 아마추어 관현악단과 함께 자신의 작품을 연주할 수 있었다. 이 공연을 통해 드리고는 지휘에 관심을 보이기 시작했다.
드리고는 오페라 하우스에서 1866년에 파도바 가리발디 극장의 리허설 피아니스트이자 필사자로 가장 먼저 자리를 잡았다.
1878년에 파도바의 오페라 시즌 동안 상트페테르부르크 제국 극장 지휘자 카를 키스테르 남작은 드리고가 지휘한 도니제티의 《사랑의 묘약》 공연에 참석했다. 키스테르는 점수의 도움없이 수행된 드리고의 지휘 재능에 깊은 인상을 받았다. 드리고는 키스테르에게 자신의 작곡 중 일부를 제시했고, 키스테르는 드리고에게 상트페테르부르크 제국 이탈리아 오페라를 지휘하기 위해 6개월 계약을 제안했다.

## 작품
- 《마술 플루트》
- 《진주》